# Békéscsaba
Békéscsaba (tiếng Hungary phát âm: [được ː ke · ʃ · tʃɒbɒ] tiếng Slovak: Békešská Čaba, tiếng Đức: Tschabe, tiếng Rumani: Bichişciaba) là một thành phố ở Đông Nam Hungary, thủ phủ hạt Békés. 
Theo điều tra dân số năm 2001, thành phố có tổng diện tích 193,94 km2 (75 sq mi). 
Tên của thành phố xuất phát từ từ "Békés", có nghĩa là "hòa bình" trong tiếng Hungary, và "Csaba", một tên Hungary nổi tiếng được đặt tên có nguồn gốc từ Thổ Nhĩ Kỳ. 
Khu vực này đã có người sinh sống kể từ thời cổ đại. Trong thời kỳ đồ sắt khu vực đã bị chinh phục bởi Scythia, người Celt, sau đó là người Hun. Sau khi cuộc xâm lược của Hungary, đã có nhiều làng nhỏ trong khu vực.